# Johann Heinrich Böger
Johann Heinrich Böger (* im 17. Jahrhundert; † im 17. Jahrhundert) war ein deutscher Jurist und Gesandter der Stadt Osnabrück zu den Verhandlungen, die 1648 zum Frieden von Münster und Osnabrück führten.

## Leben
Ob er mit „Joh. Henricus Böger Lemgoviensis“, also aus Lemgo, identisch ist, ist nicht bekannt. Jener war 1614 an der Universität Marburg immatrikuliert und wurde am 28. Januar 1618 wegen Duells relegiert sowie am 30. Oktober 1619 recipiert und am 6. September 1621 zum Doktor jur. utriusque promoviert.
Nach dem Studium der Rechtswissenschaften promovierte Johann Heinrich Böger zum Doktor beider Rechte, wurde lippischer Rat und Landfiskal in Detmold. 1642 wurde er vom Rat der Stadt Osnabrück als juristisch versierter Syndikus eingestellt. Er reiste nach Stockholm, um die Aufhebung der Steuerbefreiung der Geistlichkeit durchzusetzen. Sein Dienstvertrag mit der Stadt wurde 1645 bis zum Abschluss der Friedensverhandlungen verlängert. Gemeinsam mit dem Osnabrücker Bürgermeister Gerhard Schepeler vertrat er die Interessen der Stadt bei den Friedensverhandlungen, die 1648 zum Frieden von Münster und Osnabrück führten.
1651 schied er wegen persönlicher Zerwürfnisse – auch mit Schepeler – aus dem Dienst und ging zurück nach Detmold.